# Cameraria cincinnatiella
Cameraria cincinnatiella är en fjärilsart som först beskrevs av Victor Toucey Chambers 1871.  Cameraria cincinnatiella ingår i släktet Cameraria och familjen styltmalar. Inga underarter finns listade i Catalogue of Life.